# وست راید (نیو ساوت ولز)
وست راید (به انگلیسی: West Ryde) یک منطقهٔ مسکونی در استرالیا است که در City of Ryde واقع شده‌است.